# Андроников, Луарсаб Николаевич
Луарса́б Никола́евич Андро́ников (Андроникашвили; 14 февраля 1872, с. Ожио, Тифлисская губерния, Кахетия, Грузия — 19 декабря 1939, Тбилиси) — адвокат, общественный деятель. Отец известного литературоведа Ираклия Андроникова и физика Элевтера Андроникашвили.

## Биография
Родился в дворянской семье Николая Виссарионовича Андроникова (1836 — ок. 1882), майора.
Окончив 1-ю Тифлисскую мужскую гимназию, продолжил обучение на юридическом факультете Императорского Санкт-Петербургского университета. Углублял свои знания на философских факультетах Гейдельбергского и Страсбургского университетов Германии. В конце 1897 года он возвратился в Россию и продолжил обучение в университете, окончив его в 1899 году.
C 18 октября 1899 года — помощник присяжного поверенного, с 7 января 1906 года — присяжный поверенный в Петербурге. C 1905 года участвовал более чем в 150 политических процессах; помощником адвоката у него был В. Б. Станкевич.
Симпатизировал Февральской революции и принял Октябрьскую. После 1917 года занимался преподаванием в различных учебных заведениях. В Туле с 1919 по 1920 года читал лекции по философии в Высшем педагогическом институте. В 1920 года переехал с семьёй в Москву, где читал лекции по судебному красноречию в Государственном институте слова и служил юрисконсультом в системе ВСНХ. Осенью 1921 года навсегда переехал в Грузию, где на организованном им юридическом факультете Тбилисского университета трудился в должности профессора до своей кончины.
Похоронен в Дидубе — Пантеоне общественных деятелей Грузии.